# Pseudoeurycea tlilicxitl
Pseudoeurycea tlilicxitl là một loài kỳ giông trong họ Plethodontidae.
Nó là loài đặc hữu của México.
Các môi trường sống tự nhiên của chúng là các khu rừng khô nhiệt đới hoặc cận nhiệt đới và các khu rừng vùng núi ẩm nhiệt đới hoặc cận nhiệt đới.